# 内田恒二
内田 恒二（うちだ つねじ、1941年10月30日 - ）は、日本の経営者。

## 経歴
大分県佐伯市出身。佐伯鶴城高等学校を経て、1965年に京都大学工学部精密工学科を卒業し、同年にキヤノンに入社。
カメラ開発部門に携わり、数多くの名機の開発にも携わっていた。1997年に取締役に就任し、常務、専務を経て、2006年に副社長に就任し、同年5月から2012年3月までに社長を務めた。2012年3月から相談役を務めた。
2012年から2014年までにビジネス機械・情報システム産業協会会長を務めた。